# Drymaria gentryi
Drymaria gentryi är en nejlikväxtart som beskrevs av Francis Raymond Fosberg. Drymaria gentryi ingår i släktet Drymaria och familjen nejlikväxter. Inga underarter finns listade i Catalogue of Life.